# Jeje Odongo
Haji Abubaker Jeje Odongo, né le 9 juillet 1951 dans le Protectorat de l'Ouganda, est un officier militaire supérieur et un homme politique ougandais.
En juin 2021, il a été nommé ministre des Affaires étrangères.
Il a précédemment occupé le poste de ministre de l'Intérieur au sein du cabinet de l'Ouganda de 2016 à 2022. Auparavant, il a été Ministère d'État à la Défense (Ouganda) de février 2009 à juin 2016,.